# بريت موراي
بريت موراي (بالإنجليزية: Brett Murray)‏ هو رسام جنوب أفريقي، ولد في 1961 في بريتوريا في جنوب أفريقيا.

## وصلات خارجية
- الموقع الرسمي